# Ašurnasirpal II.
Ašur-nasir-pal II. (transliteracija  Aššur-nāṣir-apli, Ašur je varuh (svojega) dediča je bil kralj Asirije, ki je vladal od leta 883 do 859 pr. n. št., * okoli 915-910 pr. n. št., okoli 859 pr. n. št.
Na asirskem prestolu je nasledil svojega očeta Tukulti-Ninurto II. Med vladanjem je začel širiti svoje kraljestvo. Najprej je podjarmil ljudstva v Mali Aziji do Nairija v Armenskim višavju in prisilil Frigijo, da mu je začela plačevati davek. Zatem je napadel Aram (sedanja Sirija), podjarmil Aramejce in Hetite med rekama Habur in Evfrat. Njegova krutost je sprožila upor, katerega je odločno zatrl v dva dni trajajoči bitki mož na moža. Na spominskem napisu je opisan pokol po bitki:
Njihove može, mlade in stare, sem ujel. Nekaterim sem odsekal noge in roke, nekaterim pa ušesa, nosove in ustnice. Iz ušes mladih mož sem naredil kup. Iz glav starcev sem naredil minaret. Njihove glave sem kot trofejo pustil pred mestom. Moške in ženske otroke sem sežgal v ognju. Mesto sem porušil in požgal.
Po zmagi je brez odpora prodrl do Sredozemskega morja in začel pobirati davek od Fenicije. Po vrnitvi domov je svojo prestolnico preselil v Kalhu (Nimrud).

## Družina
Ašurnasirpal II. je bil sin svojega predhodnika Tukulti-Ninurte II. in oče svojega naslednika Šalmaneserja III.

## Vladanje
Palače, templji in druge zgradbe pričajo, da je med njegovim vladanjem Asirija zelo obogatela in da se je v njej zelo razvila umetnost. Za gradnjo nove asirske prestolnice Kalhu (Nimrud) malo severno od sedanjega Bagdada, Irak, je izkoriščal zasužnjene vojne ujetnike. V mestu je postavil veliko impresivnih spomenikov. Bil je tudi  moder administrator, ki je spoznal, da kraljestvo bolje obvladuje z nameščanjem sebi zvestih guvernerjev kot s pobiranjem davkov od podrejenih lokalnih vladarjev. 

## Vojni pohodi
Ašurnasirpal II. se je po zgledu na svoje predhodnike odpravljal na vojne pohode ob Evfratu proti Aramejcem in v Dijalo proti Babiloncem. Njegovo brutalno zatiranje uporov je povzročilo, da se podložniki niso upirali niti v odsotnosti asirske vojske. Uporne vladarje je zamenjal z njemu zvestimi guvernerji. Na čelu svoje vojske, sestavljene iz pehote, v katero so bile vključene pomožne enote in tujci, težke in lahke konjenice in bojnih voz je podjarmil hetitske in aramejske  države v severni Siriji.
Osvojenih feničanskih in kanaanskih mest ni uničil. Tirski kralj Itobal je že pred tem ustanovil Kition na Cipru in odprl trgovske poti po Egejskem morju, Rodosu in Miletu, zato je Fenicija s plačevanjem davka postala pomemben vir surovin za Ašurnasirpalovo vojsko in gradnje. Železo je potreboval za proizvodnjo orožje, cedrovino za gradnje in srebro za plače vojakov.

## Palača v Kalhuju
Ašurnasirpalova palača v Kalhuju je bila dokončana leta 879 pr. n. št. Stene palače so bile obložene z reliefi iz alabastra. Na številnih so bili portreti kralja, obdanega z zaščitniškimi krilatimi duhovi, ali kralja na lovu ali vojnem pohodu. Spremljajoča besedila so bila povsod enaka ali zelo podobna in se zato imenujejo standardni napis. Začel se je z naštevanjem treh generacij Ašurnasirpalovih prednikov, njegovih zmag in opisom meja njegovega cesarstva, ustanovitve Kalhuja in gradnje palače. Palačo je krasil mogočem portal. 
Po propadu Asirskega cesarstva se je palača zarasla, potem pa jo je zasul pesek. Zasuta je ostala skoraj 2500 let, dokler je ni leta 1845 ponovno odkril Austen Henry Layard. V tistem času so stene še prekrivali reliefi. Layard je večino reliefov odstranil in razposlal v Evropo in Ameriko, največ v Britanski muzej. V tem muzeju sta tudi Ašurnasirpalov kip in Črni obelisk.
Reliefe, ki so ostali na svojih mestih, je sčasoma spet zasul pesek. Najdišče je ponovno raziskoval M.E.L. Mallowan leta 1949 pod nadzorom Iraškega urada za starine. Do zdaj odkrita palača od severa proti jugu meri 200 m in od vzhoda do zahoda 120 m. Palača je imela verjetno tudi nadstropje, čeprav za to ni nobenega dokaza.

## Galerija
- Ašur-nasir-pal II (na sredini) po uspešni bitki sprejema visokega državnega uradnika
- Par lamassujev, Metropolitan Museum of Art
- Ašurnasirpal na prestolu
- Ašurnasirpal na lovu na leve,  Pergamonski muzej, Berlin
- Relief iz nimrudske palače
- Steni reliefov iz severozahodne palače, Britanski muzej
- Reliefi iz nimrudske palače, Brooklynski muzej
- Glava kraljevega spremljevalca (883–859 pr. n. št.), The Burrell Collection, Glasgow, Združeno kraljestvo

- Dobri krilati duh z borovim storžem blagoslavlja kralja ali njegovo palačo
- Stela Ašurnasirpala II., Britanski muzej